# Diego Masson
Diego Masson (nacido el 21 de junio de 1935 en Tosa de Mar en España) es un director, compositor y percusionista francés. 
Es hijo del pintor surrealista francés André Masson. Estudió piano y composición en el conservatorio de París. Tras su graduación, ingresó en el Domaine Musical como percusionista y comenzó a estudiar dirección con el director de este grupo, Pierre Boulez. En 1966 formó Musique Vivante, un grupo especializado en música contemporánea que sigue dirigiendo. Ha trabajado con grandes orquestas internacionales, como la Orquesta Sinfónica de Berlín o la Filarmónica de Helsinki.
Trabajó como compositor y arreglista en los primeros años de su carrera con partituras para el cine para Équivoque 1900 (1966) y dos películas de Louis Malle, Histoires extraordinaires (1968) y Black Moon (1975), para la que adaptó música de Wagner. Fue director musical de la biografía televisiva de Beethoven de 1996, La Musique de l'amour: Un amour inachevé.C.
Es colaborador y mecenas del Museo Nacional Centro de Arte Reina Sofía al que cedió en calidad de depósito temporal gran cantidad de obras de su padre, representativas del periodo que pasó en España y también ha donado dos obras sobre papel, también de su padre. Por esta actividad, el Ministerio de Cultura de España le otorgó en 2014 la Medalla de Oro de las Bellas Artes.